# Bibliothèque publique de Séville
La Bibliothèque publique de Séville (Biblioteca Pública del Estado - Biblioteca Provinciala de l'Infante Elena de Sevilla) est une bibliothèque publique située à Séville, en Espagne. La bibliothèque a été fondée en 1959 et a occupé deux bâtiments différents, avant de trouver son emplacement actuel dans le Parc Maria Luisa.
Le nouveau bâtiment est inauguré en 1999 avec 5 000 m2 d'espace public. Grâce à sa conception très innovante, elle a été nommée pour un important prix européen en architecture.

## Histoire
En 2011, le Ministère de la culture a publié La Historia de la Biblioteca Provincial de Sevilla, une histoire de la bibliothèque depuis sa création en 1959 jusqu'en 2009. Le livre a été écrit par Juana Muñoz Choclán, ancien directeur de la bibliothèque. Elle décrit les défis et les changements apportés à la bibliothèque pendant les cinquante années de la période, et les rapporte aux événements et aux changements sociaux. Le livre a été publié dans une édition limitée à 1 000 exemplaires.
La bibliothèque a ouvert ses portes le 2 octobre 1959, d'abord dans des locaux fournis par la Real Sociedad Económica de Amigos del Pais. Pour son ouverture, on lui a fait un don de 15 000 volumes des XVIIIe et XIXe siècles.
La bibliothèque a déménagé en 1979 pour un bâtiment situé au 19 rue Alfonso XII et a été nommé Biblioteca Pública Provincial de Sevilla (Bibliothèque publique provinciale de Séville) les vingt années suivantes. Elle déménage une fois de plus, en 1999, à son emplacement actuel, avec le nouveau nom de Biblioteca Pública Provincial de l'Infante Elena de Séville (Bibliothèque publique provinciale de l'infante Elena de Séville).
Dans son nouvel emplacement, la bibliothèque a attiré un nombre croissant de visiteurs, ce qui incite à prolonger les heures d'ouverture, même en été. En plus d'être utilisé pour la lecture et l'étude, la bibliothèque prend en charge une grande variété d'activités culturelles tout au long de l'année. Cela comprend des films destinés au jeune public, du théâtre musical et des concerts. En août 2002, la bibliothèque a accueilli plus de 25 000 visiteurs. De juin à septembre 2011, cependant, la bibliothèque a été contrainte de fermer plus tôt en raison de la crise financière. Elle n'était ouverte que de 9 h à 14 h pendant cette période. Cela a suscité les plaintes des élèves qui comptaient sur la bibliothèque comme lieu d'étude et des personnes âgées ayant l'habitude de lire des documents l'après-midi ou de regarder des films,.